# Hecatera antitypina
Hecatera antitypina là một loài bướm đêm trong họ Noctuidae.